# Terra de Verema
Terra de Verema és un celler fundat l'any 2005 situat a la Vilella Baixa dins la Denominació d'Origen Qualificada Priorat. Les seves marques són Triumvirat i Corelium. El 2010 el crític Robert Parker de la revista The Wine Advocate va atorgar 96 punts al Corelium (anyada 2006) i 90 al Triumvirat (anyada 2007).